# MyCork
Stowarzyszenie polonijne MyCork – organizacja polonijna zarejestrowana 12 kwietnia 2006 działająca w Irlandii obejmująca miasto i hrabstwo Cork. 

## Cele działalności
- integracja społeczności polskiej w Cork;
- szeroko pojęta informacja dotycząca codziennego życia w Irlandii, przepisów, prawa;
- integracja społeczności polskiej z irlandzką oraz innymi społecznościami zamieszkującymi hrabstwo
- promowanie polskiej kultury i tradycji.

## Osiągnięcia
Zwycięzca "Best Overall Entry" na paradzie z okazji Dnia Świętego Patryka w Cork w latach 2008, 2010 i 2011.